# Alancık, Hozat
Alancık là một xã thuộc huyện Hozat, tỉnh Tunceli, Thổ Nhĩ Kỳ. Dân số thời điểm năm 2010 là 81 người.